# Resolució 2438 del Consell de Seguretat de les Nacions Unides
La Resolució 2438 del Consell de Seguretat de l'ONU de les Nacions Unides, fou adoptada per unanimitat l'11 d'octubre de 2018. Recordant les resolucions 2024 (2011), 2075 (2012) el Consell aprova ampliar sis mesos el mandat de la Força Provisional de Seguretat de les Nacions Unides per a Abyei (UNISFA) fins al 15 d'abril de 2019, disminuint el nombre de tropes a menys de 541 efectius, remarcant que serà l'última extensió llevat que les parts demostrin progressos en la demarcació de la frontera, garanteixin la llibertat de circulació de la UNISFA i convoquin reunions del Mecanisme Conjunt de Verificació i Seguiment de Fronteres.